# Risco de la Concepción
De Risco de la Concepción (Rots van de Conceptie) is een vulkaan op het Canarische eiland La Palma in de gemeente Breña Alta, net ten zuiden van de hoofdstad Santa Cruz de la Palma.
Het hoogste punt van de kraterrand ligt op 382 m hoog, en daarmee is dit een van de lagere vulkanen van La Palma. De krater, door de Palmeros liefkozend La Caldereta (het keteltje) genaamd, is in het verleden als steengroeve en voor landbouwdoeleinden gebruikt. Een deel ervan is nu bebouwd.
Niet ver van de vulkaan ligt de kapel Ermita de Nuestra Señora de la Concepción (Onze Lieve Vrouw van de Conceptie) uit het begin van de zestiende eeuw.

## Vulkanische activiteit
De Risco de la Concepción is ontstaan na de Caldera de Taburiente, tijdens de opheffing van de Cumbre Nueva. Het is een van de zeldzame hydrovulkanen van de Canarische Eilanden, een vulkaan ontstaan in ondiep water voor de kust van het eiland. Toen heet magma in contact kwam met zeewater volgde een reeks explosieve erupties. Naarmate de vulkaan hoger werd, volgden nog uitbarstingen in open lucht die de huidige krater gevormd hebben. Daarna is het oostelijke gedeelte van de krater door zee-erosie verdwenen.

## Beklimming
De vulkaan kan via de weg vanaf Santa Cruz de la Palma of vanuit San Pedro de Breña Alta bereikt worden. Een uitzichtpunt, La Asomado de la Palma, geeft een panorama op het centrum van Santa Cruz de la Palma en de haven.